# Microsoft SQL Server Data Engine
Microsoft SQL Server Data Engine (MSDE, también conocido como Microsoft Data Engine o Microsoft Desktop Engine) es un Sistema de Gestión de Bases de Datos Relacionales desarrollado por Microsoft. Se trata de una versión reducida de Microsoft SQL Server 7.0 o 2000, que es gratuito para uso no comercial, así como un uso comercial limitado. Fue introducido en el Microsoft TechEd en mayo de 1999 y se incluyó como parte de Microsoft Office 2000 Developer Edition. Su sucesor, SQL Server Express fue lanzado en noviembre de 2005. El soporte del producto MSDE finalizó el 8 de abril de 2008.